# Ernst Gombrich
Ernst Hans Josef Gombrich (ur. 30 marca 1909 w Wiedniu, zm. 3 listopada 2001 w Londynie) – austriacki historyk sztuki, który większość twórczego życia spędził w Wielkiej Brytanii.

## Życiorys
Urodził się w Wiedniu, w bogatej żydowskiej rodzinie, która na początku XX wieku dokonała konwersji na protestantyzm. Odrzucił religię, jednak mocno identyfikował się z judaizmem, co zostało jeszcze wzmocnione przez wprowadzenie nazizmu w Austrii. W latach 1928–1933 kształcił się na Uniwersytecie Wiedeńskim, pod kierownictwem Juliusa von Schlossera, a następnie współpracował z analitykiem Sigmunda Freuda i kuratorem muzeum Ernstem Krisem jako asystent w badaniach. W 1936 wyjechał do Wielkiej Brytanii i zaczął tam pracę w Instytucie Warburga.
Podczas II wojny światowej pracował w nasłuchu radiowym BBC, gdzie słuchał niemieckich audycji radiowych i tłumaczył je na język angielski. W 1956 roku powrócił na uniwersytet w Londynie, gdzie pozostał do 1959, następnie przeszedł do Instytutu Warburga (do 1976), w którym piastował różne stanowiska i ostatecznie został jego dyrektorem. W 1960 został przyjęty na członka Akademii Brytyjskiej, w 1966 został odznaczony Orderem Imperium Brytyjskiego, w 1972 uzyskał tytuł szlachecki, a w 1988 odznaczono go Orderem Zasługi. W 1994 został laureatem Nagrody Goethego.
Jego książka O sztuce (The Story of Art, pierwsze wydanie w 1950, wydanie polskie 1997 oraz 2013 oparte na 16. wydaniu brytyjskim) cieszy się od wielu lat nieustającą popularnością (miała dotąd 16 wydań) i jest uznawana za ważne, choć bardzo przystępne wprowadzenie do historii sztuki. Pierwotnie przeznaczona dla młodszych czytelników, została sprzedana w milionach egzemplarzy i przetłumaczona na ponad 20 języków. Inne ważne dzieła Gombricha to Sztuka i złudzenie (Art and Illusion, 1960, wyd. pol. 1981) oraz zbiory artykułów: Meditations on a Hobby Horse (1963), Zmysł porządku (The Sense of Order, 1979, wyd. pol. 2009), i The Image and the Eye (1981).

## Inne publikacje przetłumaczone na język polski
- W poszukiwaniu historii kultury, [w:] Pojęcia, problemy, metody współczesnej nauki o sztuce, wybór i wstęp Jan Białostocki, Warszawa 1996, s. 302–345.
- Krótka historia świata, Dom Wydawniczy „Rebis” 2017 (uaktualnione i przeredagowane) ISBN 978-83-8062-248-7.

## Wyróżnienia
- 1966 – Order Imperium Brytyjskiego
- 1972 – szlachectwo
- 1977 – Pour le Mérite za Naukę i Sztukę[4]
- 1988 – Order Zasługi
- 1994 – Nagroda Goethego